# Lei de Execução Penal
A Lei de Execução Penal, nº 7.210, de 11 de Julho de 1984, trata sobre o direito do reeducando nas penitenciárias do Brasil, e a sua reintegração à sociedade.
Apenas a título de curiosidade é bom lembrar que a lei Nº 10.792, de 1º de Dezembro de 2003, alterou as leis:
- Lei n 7.210, de 11 de junho de 1984 - Lei de Execução Penal[1]
- Decreto-Lei no 3.689, de 3 de outubro de 1941 - Código de Processo Penal[3]
- e estabeleceu outras providências.